# Simonsenøya
Simonsenøya est une petite île du Svalbard dans le détroit d'Hinlopen. Elle fait partie de l'archipel des Rønnbeckøyane. Elle est située au nord-est du Cap Weyprecht.
Elle est formée de falaises de basalte atteignant 10 m d'altitude.
Les îles les plus proches sont celles de Nedrevågøya, située au sud-ouest et Tobiensenøya au nord-est.
L'île a été découverte en 1867 par Nils Fredrik Rønnbeck, un explorateur polaire suédo-norvégien.
L'île doit son nom à W. Simonsen, navigateur norvégien qui participa à des explorations de la mer de Kara.
La faune de l'île se résume principalement aux ours polaires.